# Плави отказ
Плави отказ (енгл. blue discharge), познат и као плава карта (енгл. blue ticket) је био облик административног војног отказа у Војсци Сједињених Америчких Држава који је уведен 1916. године. Није био ни частан ни нечастан. Плава карта је постала форма отказа коју су користили команданти који су желели да уклоне војнике хомосексуалце из редова. Ови откази су такође диспропорционално издавани афроамериканцима.
Припадници војске којима је дат плави отказ били су изложени дискриминацији у цивилном животу. Ускраћиване су им бенефиције од стране Управе за ветеране, а тешко су проналазили и посао, јер су послодавци били свесни негативних конотација које је носио плави отказ. Након интензивне критике у штампи, посебно у црначкој штампи, због високог процента афроамериканаца који су добили плаве отказе, као и критика у Конгресу, плави откази су укинути 1947. године и замењени са две нове врсте отказа, општим и непожељним.

## Историја
Плави откази су уведени 1916. како би заменили две претходне класификације отказа, административне отказе без части и „некатегорисане“ отказе. Откази су штампани на папиру плаве боје, отуда потиче и назив. Такође су понекад називани и „плаве карте“. У почетку су се користили за војнике који су се као малољетни пријавили за учешће у Првом светском рату, али је ова пракса укинута законом и сви такви откази су постали часни.

## Однос према хомосексуалцима
Војска САД је имала дугогодишњу политику да се припадници војске за које се утврди да су хомосексуалци или да имају сексуалне односе са особама истог пола шаљу на војни суд због содомије, затварају и нечасно отпуштају. Међутим, након мобилизације војске после уласка Сједињених Америчких Држава у Други светски рат, постало је непрактично да се сазивају војни судови те су неки команданти уместо тога почели да издају административне отказе. После низа покушаја да се стандардизује однос према хомосексуалцима у војсци, директива из 1944. године захтевала је да хомосексуалци буду стављени у војне болнице, прегледани од стране психијатара, и отпуштени према Правилу 615-360, одељак 8. Не зна се тачно колико је геј мушкараца и лезбијки добило плави отказ у складу са овим правилом, али је 1946. године Војска проценила да је издато између 49.000 и 68.000 плавих отказа, а од тог броја их је око 5.000 издато хомосексуалцима, док је у морнарици према проценама око 4.000 хомосексуалаца добило плави отказ. Нејасно је на који се временски период односе ове процене.
Психијатри одговорни за стварање и провођење процедуре надзора како би се хомосексуалци искључили из војске најпре су подржавали давање плавог отказа геј војницима. Међутим, када су сазнали за тешкоће са којима се носиоци „плаве карте“ суочавају у цивилном животу, апеловали су на војску да прекине праксу. Вилијам К. Менингер, који је био директор Одељења за психијатрију у војсци од 1944. до 1946, покушао је да убеди војску да издаје часне отказе геј војницима који нису починили никакав злочин током службе у војсци.

## Дискриминација
Управа за ветеране, која је била задужена за имплементацију одредаба закона који је предвиђао разне бенефиције и олакшице за ветеране , одбијала је да пружи било какве бенефиције ветеранима који су добили плави отказ, упркос томе што је у закону било експлицитно наведено да је само нечастан отказ основ за ускраћивање таквих бенефиција. Апелациони суд САД за подручје Дистрикта Колумбија одбацио је, у пресуди од 22. децембра 1955, жалбу Рејмонда В. Лонгернекера којем је Управа за ветеране ускратила бенефиције из закона. Лонгернекер је добио плави отказ, што је значило да је отпуштен из војске под условима који нису били ни часни ни нечасни. Суд је утврдио да су два закона експлицитно ускраћивала судовима надлежност над таквим одлукама Управе. Ипак, Суд је констатовао да се ускраћивање бенефиција могло десити само у случају да је Лонгернекер нечасно отпуштен и да је Управа за ветеране прекорачила овлаштења када је третирала плаве отказе као да су нечасни. Године 1945, Управа за ветеране издала је директиву којом су свим ветеранима који су добили плави отказ због хомосексуалности биле ускраћене бенефиције.
Већина послодаваца тражила је да кандидати за посао који су служили у војсци доставе документе о отказу као део процеса пријављивања за посао. Ветерани са плавим отказом су тешко проналазили запослење јер су многи послодавци били свесни да плави отказ значи да је његов прималац сматран непожељним. Они послодавци који нису знали имали су приступ листи програмских бројева раздвајања или „спин“ бројева, који су се користили за класификацију војних отказа. Најмање четири таква „спин“ броја указивала су на то да је отказ повезан са хомосексуалношћу.
Када је 1944. почео рад на закону који је познат као G.I. Bill, Конгрес је изразио забринутост због евентуалне злоупотребе плавих отказа. У расправама о детаљима закона Америчка легија је инсистирала на посебним одредбама којима би се обезбеђивале бенефиције за ветеране отпуштене под било којим околностима, осим нечасно. Легија је веровала да је велики број ветерана добио плави отказ или друге отказе који нису часни, из разлога које је сматрала неразумним или тривијалним. У сведочењу пред Сенатом Сједињених Америчких Држава, контраадмирал Рендал Џејкобс снажно се противио овој одредби говорећи да ће поткопати морал и уклонити сваки подстицај да се одржи добро понашање за време службе. Сенатор Бенет Чемп Кларк, предлагач закона, одбацио је ове бриге, назвавши их „неким од најглупљих, кратковидих примедби које су се могле дати“ Кларк је о плавим отказима рекао:
Војска даје плаве отказе, односно отказе без части, онима који немају никакву кривицу осим што нису показали довољну способност за војну службу. Ја кажем да када влада одвоји човека из грађанског живота и стави га у војну службу... и након тога, јер човек не показује довољну способност, да му плави отказ, или отказ без части, та чињеница не би требало да онемогући човеку да прима бенефиције на које војници генерално имају право.
Закон је такође предвиђао формирање одбора за ревизију отказа, који су разматрали жалбе на отказе који нису били часни. Од 1945. до почетка 1947, ови одбори су редовно мењали отказе хомосексуалним војницима, за које није утврђено да су имали сексуалне односе током службе, на часне. Око једне трећине свих плавих отказа су ревизијом претворени у часне.

## Кампања црначке штампе
Још једна мањинска група којој су несразмерно издавани плави откази били су афроамериканци. Од 48.603 плава отказа која су издата између 1. децембра 1941. и 30. јуна 1945, 10.806 је издато афроамериканцима. Афроамериканци су добили 22,2% од укупног броја плавих отказа иако их је у војсци тада било свега 6,5%. У октобру 1945, црначке новине Питсбург куријер покренуле су кампању против отказа и његове злоупотребе. Називајући отказ „злобним инструментом који се не треба користити против америчких војника“ Куријер је критиковао војску због тога што „омогућава официрима са предрасудама да га користе као средство кажњавања црних војника којима се не свиђају посебно неиздржљиви услови“. Куријер је посебно истакао дискриминацију са којом се суочавају хомосексуалци са плавим отказом, називајући их „несрећницима нације ... који су плен плавих отказа“ и захтевајући објашњење „зашто војска кажњава ове „несрећнике“ којима су изгледа највише потребне војне бенефиције и могућност да постану бољи грађани кроз едукативне програме закона“. Куријер је штампао упутства о томе како се жалити на плави отказ и упозорио читаоце да не прихватају такве отказе.
Поред Куријера, друге групе и институције које су осудиле коришћење плавих отказа као казне су Америчка легија, Национално удружење за напредак обојених људи, Конгрес индустријских организација, и Удружење за помоћ ветеранима.

## Истрага у Конгресу
Комитет за војна питања Представничког дома формирао је посебну комисију која је разматрала третман особа са плавим отказом. Комисија је поднела извештај под називом „плави откази“, 30. јануара 1946. Комисија је изразила чуђење што су неки са плавом отказом ризиковали даљу стигматизацију говорећи о дискриминацији:
Треба имати у виду да је чак и умерени број жалби значајан у оваквом питању. Особа која подноси такву жалбу у свом случају, осећа неправду тако велику да је вољна да ризикује објављивање стигме отпуштања из војске под околностима које вуку на срамоту. На сваког подносиоца жалбе долази много више оних који осећају исту неправду, али бирају да потисну своју бол у што је могуће већи заборав.
Испитујући случајеве ветерана који су добили плави отказ, комисија је закључила да се „поступак заснивао на отпуштањима на основу предрасуда и антагонизама“. Комисија је даље утврдила да се ефекти плавог отказа „мало разликују од ефеката нечасног отказа ... отпуштени човек тешко добија или задржава посао, сумња друштва је усмерена према његму, а на неки начин је и горе због одређене атмосфере мистерије“. Комисија је саопштила да је оно „што најјасније показује аномалије и нелогичну и неискрену природу плавих потказа политика Управе за ветеране“. Комисија је назвала систем који се бавио ветеранима са плавим отказом „исцрпљујућом игром између Одељења за рат и Управе за ветеране“.
Како би се реформисао систем отпуштања, комисија је препоручила:
- Аутоматску ревизију свих плавих отказа;
- Да се захтева од војске да покаже да је неколико пута покушала да рехабилитује припадника пре издавања плавог отказа;
- Право на адвоката за војнике којима се даје плави отказ, било војног или приватног;
- Да се обезбеде копије процедуралних прописа у вези са плавим отказом које би биле доступне на захтев;
- Да се за сваки отказ где није прецизиран квалитет службе јасно наведе да није нечастан.

Комисија је такође препоручила промену система отказа и увођење четири класификације: „частан“ и „нечастан“, без промена у дефиницијама, „под часним условима“ који би заменио плави отказ, и „општи“, који би покрио отказе због недоличног понашања.

## Каснија историја
Упркос извештају комисије, Управа за ветеране је наставила да дискриминише хомосексуалце који су добили плави отказ, обнављајући 1946. и 1949. године своју директиву из 1945. Плави откази су укинути 1. јула 1947, и замењени са две нове врсте отказа, „општим“ и „непожељним“. За „опште отказе“ се сматрало да су „под часним условима“, али не и „часни“. „Непожељни откази“ су били под условима различитим од часних, али не и „нечасни“. У исто време, војска је променила правила како би се осигурало да се геј мушкарци и лезбијке не могу квалификовати за опште отказе. У овом систему, припадник војске за кога се утврди да је хомосексуалац али не и да је имао хомосексуалне односе, добијао би „непожељни отказ“. Они за које утврди да су имали хомосексуалне односе су добијали „нечастан отказ“. Међутим, од 1970-их, хомосексуалци који нису имали сексуалне односе добијали би „општи отказ“, а они за које се утврди да су имали сексуалне односе са особом истог пола добијали би „непожељни отказ“. Геј војници су добили несразмерно велики проценат од укупног броја непожељних отказа. Такво стање је владало све до 1993, када је усвојен закон познат као „Не питај, не причај“ (енгл. Don't ask, don't tell).
Нагађа се да је велика геј популација у лучким градовима као што су Сан Франциско, Чикаго и Њујорк делом и резултат плавих отказа. Према овој теорији, многи геј ветерани из мањих урбаних или руралних подручја који су добили плави отказ, нису хтели да се врате кући због срамоте повезане са овим отказима. Уместо тога, преселили су се у веће средине са успостављеном геј поткултуром или су напросто остали у граду преко кога су се вратили у Сједињене Америчке Државе након учешћа у прекоморским ратовима.